# Saint-Eustache-la-Forêt
Saint-Eustache-la-Forêt település Franciaországban, Seine-Maritime megyében. Lakosainak száma 1213 fő (2022. január 1.). Saint-Eustache-la-Forêt Bolbec, Mélamare, Saint-Antoine-la-Forêt, Saint-Jean-de-la-Neuville és Les Trois-Pierres községekkel határos.

## Népesség
A település népessége az elmúlt években az alábbi módon változott:
| Lakosok száma | 1051 | 1048 | 1115 | 1146 | 1195 | 1208 | 1218 | 1233 | 1213 |
|               | 2013 | 2015 | 2016 | 2017 | 2018 | 2019 | 2020 | 2021 | 2022 |